# Wiktor Budianski
Wiktor Igoriewicz Budianski, ros. Виктор Игоревич Будянский, ukr. Віктор Ігорович Будянський, Wiktor Ihorowicz Budianski (ur. 12 stycznia 1984 w Wołczańsku) – rosyjski piłkarz pochodzenia ukraińskiego, grający na pozycji pomocnika.

## Kariera piłkarska

### Kariera klubowa
Jest wychowankiem Szkoły Piłkarskiej Metałurga Stary Oskoł i Saluta Biełgorod. W latach 1999–2000 trenował w Szkole Piłkarskiej Akademiki Moskwa. Od 2001 gra we Włoszech. Najpierw występował w juniorskiej drużynie Juventusu, a w maju 2004 rozegrał 2 spotkania w podstawowej jedenastce. Od 2005 był wypożyczany najpierw do Reggina Calcio, następnie do U.S. Avellino i na koniec do Ascoli Calcio. W 2007 kupiony przez Udinese Calcio, jednak nie potrafił przebić się do podstawowej jedenastki, dlatego został wypożyczony do US Lecce. W 2009 został wypożyczony przez FK Chimki. W 2011 jako wolny agent opuścił Udinese, po czym zakończył karierę piłkarza.

### Kariera reprezentacyjna
Jako zawodnik Szkoły Piłkarskiej Akademiki Moskwa został powołany do reprezentacji Rosji U-16, w składzie której uczestniczył w turnieju finałowym Mistrzostw Europy w 2001. 2 czerwca 2007 zadebiutował w rosyjskiej drużynie narodowej w spotkaniu eliminacyjnym Mistrzostw Europy z Andorą wygranym 4:0 (wszedł na boisko w 57. minucie). Łącznie rozegrał 2 gry reprezentacyjne.